# Dialectes du norvégien
Pour un article plus général, voir Norvégien.

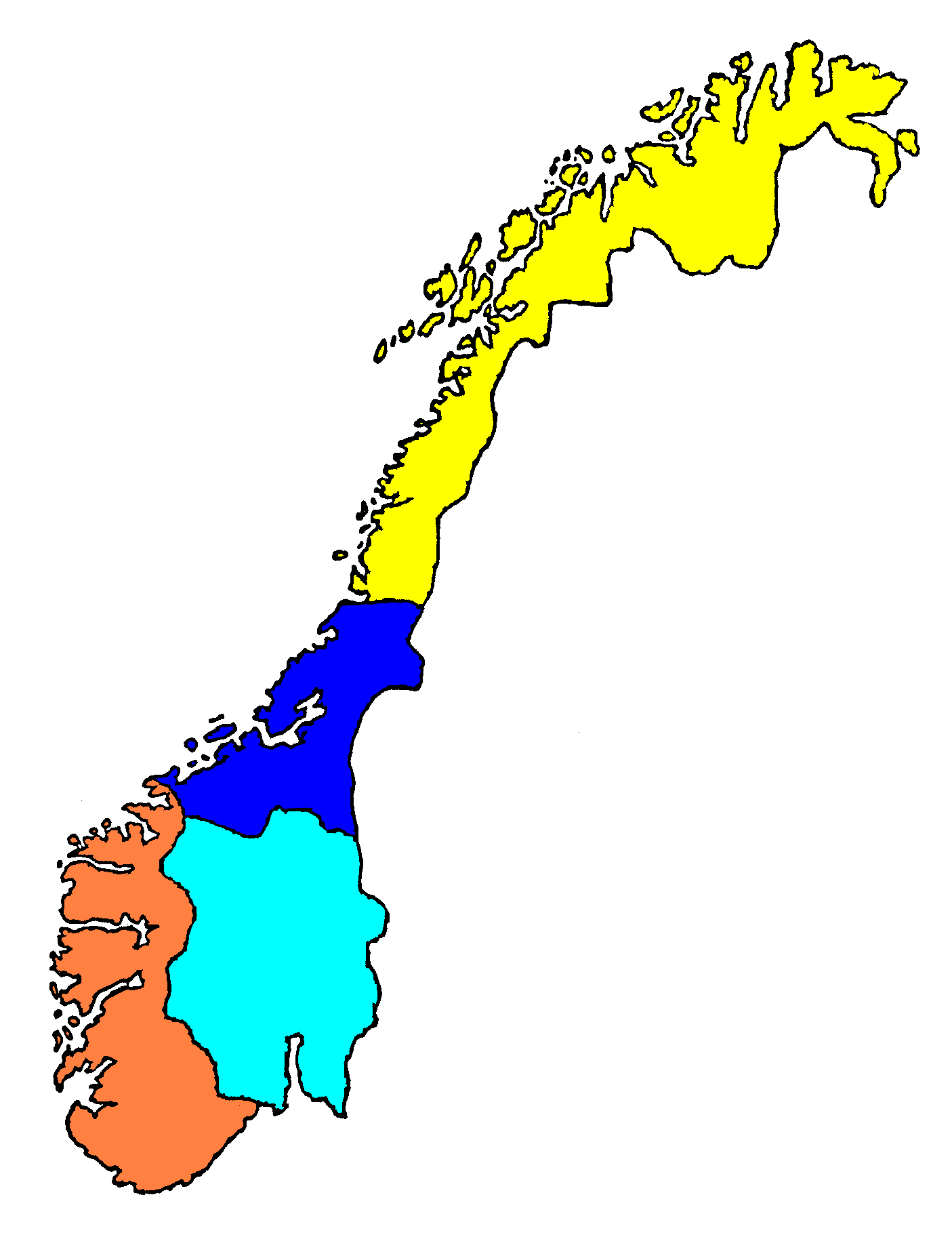
Carte des principaux groupes de dialectes.
Nordnorsk
Trøndersk
Vestlandsk
Østlandsk

Les dialectes du norvégien sont toutes les variantes régionales que peut prendre la langue norvégienne. Ils sont généralement divisés en cinq groupes principaux : norvégien du Nord (nordnorsk), norvégien du Trøndelag (trøndersk), norvégien de l'intérieur (innlandsmål), norvégien de l'Ouest et du Sud (vestnorsk) et norvégien de l'Est (østnorsk).
Les dialectes sont généralement mutuellement intelligibles, mais diffèrent sensiblement en ce qui concerne l'accent, la grammaire, la syntaxe, et le vocabulaire. Même un norvégien peut avoir de la difficulté à comprendre un dialecte particulier auquel il n'est pas habitué. Certains dialectes peuvent être limités à un groupe de fermes, mais beaucoup de linguistes notent une tendance à une régionalisation, et à la diminution voire la suppression des variations locales.
Le discours normalisé, basé sur les langues écrites officielles bokmål et nynorsk, n'est pas d'usage courant, sauf dans certaines parties du Finnmark (où la population originale, les Samis, ont le norvégien comme langue seconde), dans certains groupes sociaux, dans les zones urbaines importantes de Norvège, à la radio et à la télévision nationales, et dans les tribunaux.

## Groupes de dialectes
Les dialectes du norvégien peuvent se classer comme suit :
- norvégien de l'Ouest et du Sud
  - norvégien du Sud (Aust-Agder, la plus grande part de Vest-Agder et Fyresdal, Nissedal, Drangedal et Kragerø dans le Telemark)
  - norvégien du Sud-Ouest (parties intérieures de Sogn og Fjordane, Hordaland (sauf la ville de Bergen), Rogaland (Stavanger), et une partie de l'ouest de Vest-Agder)
  - norvégien de Bergen ou Bergensk (Bergen)
  - norvégien du Nord-Ouest (Romsdal, Sunnmøre, Nordfjord, Sunnfjord et périphérie de Sogn)
- norvégien du Nord
  - norvégien du Helgeland (Nordland au sud de Saltfjellet, sauf Bindal)
  - norvégien du Nordland (Nordland au nord de Saltfjellet)
  - norvégien du Troms (Troms sauf Bardu et Målselv)
  - norvégien du Finnmark (Finnmark sauf Kautokeino, Karasjok, Tana et Nesseby)
- norvégien de l'Est
  - norvégien de Vikvær (Vestfold, Østfold, et les plaines adjacentes du Telemark, Buskerud et Akershus)
  - norvégien du Centre Est (Ringerike, Romerike, et Oslo)
  - norvégien de l'Oppland (sud du Hedmark et sud-est du Oppland)
  - norvégien de l'Østerdal (nord du Hedmark)
- norvégien du Centre
  - norvégien du Gudbrandsdal (nord de l'Oppland)
  - norvégien du Valdres et Hallingdal (sud-ouest de l'Oppland et ouest du Buskerud)
  - norvégien du Telemark Ouest (Vinje, Tokke et Kviteseid)
  - norvégien du Telemark Est (Tinn, Hjartdal, Numedal supérieur)
- norvégien du Trøndelag
  - norvégien du Trøndelag périphérique (Nordmøre, Sør-Trøndelag périphérique, et Fosen)
  - norvégien du Trøndelag intérieur (intérieur du Sør-Trøndelag, Innherad, Lierne, et Snåsa)
  - norvégien du Namdal (Namdalen et zones côtières voisines)
  - norvégien du Trøndelag sud-est (Røros, Selbu, Tydal, Holtålen, Oppdal)

## Évolution

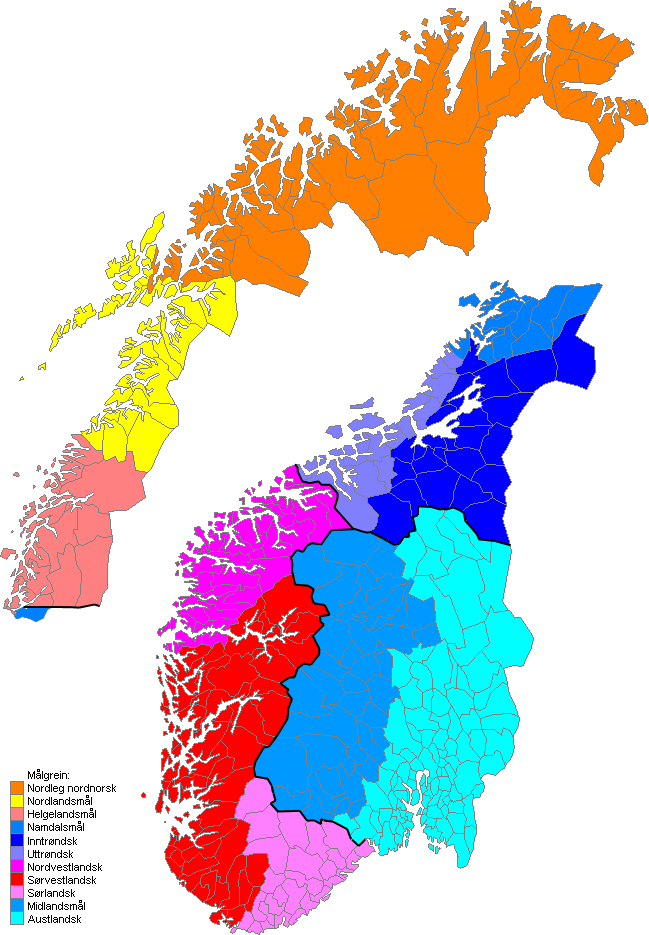
Divisions des dialectes norvégiens à l'intérieur des groupes principaux

En raison de la géographie et du climat, les communautés norvégiennes étaient souvent isolées les unes des autres jusqu'au début du XXe siècle. En conséquence les dialectes locaux avaient tendance à s'influencer les uns les autres de façons particulières tout en développant leurs propres particularités. La communauté d'Oppdal, par exemple, a des caractéristiques en commun avec les dialectes côtiers vers l'ouest, les dialectes du nord du Gudbrandsdalen au sud, et d'autres dialectes du Sør Trøndelag au nord. Le linguiste Einar Haugen a documenté les particularités du dialecte d'Oppdal, et l'écrivain Inge Krokann l'a utilisé comme procédé littéraire. Les dialectes de Romsdal et Arendal sont d'autres exemples de dialectes de transition.
Inversement, des communautés nouvellement industrialisées près de sources d'énergie hydroélectrique ont développé des dialectes cohérents avec la région mais uniques par certains aspects. Des études dans des localités comme Høyanger, Odda, Tyssedal, Rjukan, Notodden, Sauda, et d'autres montrent qu'une créolisation a provoqué la formation de nouveaux dialectes dans ces zones.
De manière similaire, au début du XXe siècle un dialecte correspondant exactement à une oralisation du bokmål est apparu dans et autour des gares de chemin de fer. Il a été nommé stasjonsspråk (« langue de gare ») et peut avoir contribué à des modifications des dialectes voisins de ces centres.

## Dynamique sociale
Jusqu'au XXe siècle, les dialectes ruraux étaient considérés comme des patois des classes provinciales sans éducation. La mobilité sociale impliquait de se conformer au Riksmål standard, une tendance qui persiste à ce jour dans certains centres urbains. Des études montrent que les locuteurs de dialectes tendent à modifier leur discours vers une approximation du langage formel écrit quand ils se trouvent dans un environnement formel.
Ceci a conduit à divers mouvements de contre culture allant de l'adoption de formes radicales des dialectes d'Oslo parmi les politiciens radicaux à des mouvements de préservation des dialectes locaux. Il y a actuellement un consensus en faveur de la préservation de la diversité linguistique du Norvégien. A Oslo et dans la majorité des comtés, les plaques des rues sont libellées gate, tandis qu'à Kristiansand, on retrouve l'influence danoise avec gade et dans le comté d'Oppland on s'efforce de conserver le terme vernaculaire gutua.
La tendance actuelle est à une régionalisation des dialectes qui entraîne la disparition des particularités les plus locales et la fusion des dialectes ruraux dans le principal représentant de leur famille.
En 2010, le gouvernement crée la Språkbanken, dont un des objectifs est d'empêcher la disparition de la diversité dialectale du norvégien.

## Classifications
Il y a de nombreuses façons de classifier les dialectes norvégiens. Les critères suivants sont issus de Johnsen, Egil Børre (ed.) (1987) Vårt Eget Språk/Talemålet. H. Aschehoug & Co.  (ISBN 82-03-17092-7). Ces critères fournissent des moyens analytiques pour identifier la plupart des dialectes, bien que la plupart des Norvégiens les distinguent par expérience.

### Grammaire et syntaxe

#### Formes de l'infinitif
Une des plus importantes différences entre les dialectes est la forme que prend le verbe à l'infinitif. Il y a cinq variétés de dialectes qui forment deux groupes :
Une terminaison (dialectes de l'Ouest)
- Terminaison en -a, p.ex., å vera, å bita, commune dans le sud-ouest, y compris les zones autour de Bergen et Stavanger
- Terminaison en -e, p.ex., å være, å bite, commune dans le Troms, le Finnmark, des parties de Sogn og Fjordane et Møre og Romsdal, le sud, et ailleurs.
- Infinitif apocopique, où il n'y a pas de voyelle ajoutée, p.ex., å vær, å bit, commun dans certaines parties du Nordland

Deux terminaisons différentes (dialectes de l'Est) :
- Double infinitif, dans lequel le verbe se termine soit en -a soit en -e, p.ex., å væra, å bite, commun dans l'Est
- Double infinitif, avec apocope, p.ex., å væra (værra/vårrå/varra), å bit, commun dans certaines parties du Sør-Trøndelag et Nord-Trøndelag

La double distribution des terminaisons est en rapport avec le nombre de syllabes du verbe en vieux norrois. Les verbes "courts" (kortstava) en norrois ont gardé leur terminaison, car elle était accentuée. Les verbes "longs" (langstava) ont perdu leur terminaison (non accentuée) ou l'ont vue convertie en -e.

#### Datif
Le datif est toujours en usage dans des dialectes au nord d'Oslo, Romsdal, et au sud et nord-est de Trondheim, bien que la forme effective varie notablement.
L'utilisation du datif disparaît rapidement même dans les régions où il existe encore. La plupart des locuteurs de moins de 30 ans ne l'utilisent pas, même si leurs parents et grands parents le font.

#### Futur
Il y a des variations régionales dans l'utilisation du futur. Voici les versions pour "Il voyagera" .
- Han kommer/kjem til å reise
- Han blir å reise
- Han blir reisan
- Han skal reise

#### Syntaxe
Il peut y avoir de grandes différences dans la syntaxe entre les dialectes, et le temps est important pour comprendre le sens. Par exemple une question peut être formée sans "mots interrogatif" (où, quand, comment, combien…)
Par exemple, la question Hvor mye er klokken? (littéralement : "Combien est l'horloge ?") peut être posée sous les formes : E klokka mykje? (L'horloge est-elle beaucoup ? accent sur "l'horloge"), E a mytti klokka? (Elle est beaucoup, l'horloge ? accent sur "elle est"), Ka e klokken? (Quoi est l'horloge ?).

### Accent et prononciation

#### Élimination du "R" de la forme indéfinie au pluriel
Dans certaines zones, le "R" n'est pas prononcé dans certains mots ou tous dans leur forme indéfinie au pluriel. Il y a quatre catégories :
- Le r est conservé : la plus grande part de l'Est, la côte sud-est, et dans des zones qui rejoignent le nord et l'est de Stavanger.
- Le r disparaît complètement : la pointe sud de la Norvège, les zones côtières au nord de Bergen et dans l'intérieur presque jusqu'à Trondheim.
- Le r est conservé dans certains mots mais pas dans d'autres : les zones côtières autour de Trondheim, et la plus grande part du Nord
- Le r est conservé dans certains mots et dans les noms féminins faibles, mais pas dans les autres : une zone côtière du Nordland.

#### Variantes du "R"
La plupart des dialectes utilisent une consonne battue alvéolaire voisée (IPA [ɾ]) ou une consonne roulée alvéolaire voisée (IPA [r]) pour le "r". Néanmoins, au cours des 200 dernières années la consonne fricative uvulaire voisée (IPA [ʁ]) a gagné du terrain dans les dialectes de l'Ouest et du Sud, autour de Kristiansand, Stavanger, et Bergen. Le R uvulaire a aussi été adopté chez les nouveaux riches d'Oslo et alentours, au point qu'il a été un temps à la mode d'"importer" des gouvernantes de Kristiansand. L'écriture alternative Norge / Noreg ("Norvège") reflète l'utilisation du R alvéolaire ou uvulaire, respectivement. Dans certaines régions, comme Oslo, le battement est devenu une consonne battue rétroflexe voisée (IPA /ɽ/), qui n'existe qu'en Norvège, quelques régions de Suède, et dans des langues de familles totalement différentes. Le son coexiste avec d'autres rétroflexions. Dans certaines zones il s'applique aussi à des mots qui finissent en "rd", par exemple en prononçant gard ("ferme") /ɡɑːɽ/. Le R uvulaire a été moins accepté dans les régions de l'est, et les linguistes supposent que les dialectes qui utilisent des rétroflexions sont "immunisées" contre le R uvulaire. Néanmoins le dialecte d'Arendal conserve les rétroflexions, tout en utilisant le R uvulaire à d'autres positions, p.ex. rart [ʁɑːʈ]

#### Diphtongaison
Le vieux norrois utilisait les diphtongues /au/, /ei/, et /øy/, mais le norvégien parlé autour de Setesdal a modifié deux des diphtongues traditionnelles et en a créé quatre à partir de voyelles longues.
/ei/ > /ai/
/øy/ > /oy/
/iː/ > /ei/
/yː/ > /uy/
/uː/ > /eu/
/oː/ > /ou/
Les dialectes de l'Ouest ont aussi créé de nouvelles diphtongues. À Midtre on trouve les suivantes.
/aː/ > /au/
/oː/ > /ou/
/uː/ > /eʉ/

#### Monophtongaison
Les diphtongues /au/, /ei/, et /øy/ du vieux norrois ont subi une monophtongaison dans certains dialectes.
/ei/ > /e/
/øy/ > /ø/
/au/ > /ø/
Ce glissement est apparu dans le vieux norrois oriental, comme le montre le fait que le suédois et le danois présentent systématiquement cette modification. La monophtongaison en Norvège se termine sur la côte à l'ouest de Trondheim et s'étend vers le sud-est en triangle vers la Suède centrale. Certains dialectes, à l'est de Molde par exemple, n'ont perdu que /ei/ et /øy/.

#### Palatalisation
Dans les zones au nord d'une ligne Oslo-Bergen, la palatalisation se produit pour n (IPA /nʲ/), l (/lʲ/), t (/tʲ/) et d (/dʲ/) à des degrés divers. Les zones juste au sud et au sud-ouest de Trondheim palatalisent à la fois la syllabe principale et la secondaire (p.ex., /kɑlːʲɑnʲ/), mais d'autres zones ne palatalisent que la syllabe principale (/bɑlʲ/).

#### Égalisation
Jamning / Jevning en norvégien, c'est un phénomène par lequel la voyelle principale et la voyelle finale d'un mot s'approximent mutuellement. Par exemple, le vieux norrois viku est devenu våkkå ou vukku dans certains dialectes. Il y a deux variétés de dialectes - l'une dans laquelle les deux voyelles deviennent identiques, l'autre où elles sont seulement similaires. L'égalisation n'existe qu'à l'intérieur des terres en Norvège du Sud, et autour de Trondheim.

#### Sonorisation
Les occlusives sourdes (/p/, /t/, /k/) sont devenues sonores (/b/, /d/, /g/) sur la côte de l'extrême sud, y compris Kristiansand, Mandal et Stavanger. Le même phénomène apparaît dans le Sør-Trøndelag et une zone du Nordland.

#### Segmentation
Le /ll/ géminé est devenu /dl/ dans le sud-ouest, alors que juste à l'est dans le centre sud le /l/ final est perdu, ce qui laisse /d/. La même séquence a été palatalisée dans le Nord, conservant la latérale palatale /ʎ/.

#### Assimilation
La seconde consonne dans /nd/, /ld/, et /ng/ s'est assimilée à la première dans la plus grande part de la Norvège, en laissant /n/, /l/, et /ŋ/ respectivement. L'Ouest, sauf Bergen, conserve le /ld/. Dans le Nord cette même association est réalisée par la latérale palatale /ʎ/.

#### Glissement de voyelle dans les verbes forts
Partout sauf à Oslo et dans les zones côtières au sud de la capitale, le présent de certains verbes prend une nouvelle voyelle (umlaut), p.ex., å fare devient fer (à Oslo, il devient farer).

#### Glissement de consonne dans la conjugaison des noms masculins
Bien qu'il soit peu fréquent, un glissement subtil prend place dans la conjugaison d'un nom masculin de l'indéfini au défini, par exemple de bekk à bekkjen (/becːen/, /becçen/ ou /beç:en/). Ce phénomène se trouve dans les districts ruraux le long de la côte de Farsund, à la frontière entre Troms et Finnmark.

#### La fusionkj/sj
Beaucoup de gens, particulièrement les jeunes, ont perdu la différenciation entre le kj (IPA /ç/) et le sj (IPA /ʃ/), confondant les deux en sj /ʃ/. Ce phénomène est considéré comme une évolution habituelle des langues (même si des locuteurs anciens ou plus conservateurs regrettent cette dégradation du langage). La charge fonctionnelle (la somme totale des mots qui utilisent cette distinction kj // sj) est relativement faible, et comme il arrive souvent, les sons avec de faibles charges fonctionnelles fusionnent.

#### Tonèmes et intonation
Le norvégien est une langue à accent de hauteur. Il y a de grandes différences entre les systèmes d'intonation des différents dialectes.

### Vocabulaire

#### Nominatif du pronom à la première personne du pluriel
Trois variations de la première personne du pluriel du pronom existent au nominatif :
- Vi, (prononcé /viː/), commun dans des parties de l'Est, la plus grande part du Nord, les zones côtières près de Trondheim, et une mince tranche de l'Ouest
- Me, mø ou mi, dans le Sud et la plupart de l'Ouest, dans l'intérieur de Trondheim, et quelques zones réduites
- Oss, commun dans Sør Trøndelag, Gudbrandsdalen, Nordmøre et des parties de Sunnmøre.

#### Nominatif du pronom à la première personne du singulier
Il y a énormément de variété dans la manière dont la première personne du singulier du pronom est prononcé au nominatif. On peut distinguer trois groupes, à l'intérieur desquels il y a encore des variations :
- E(g), æ(g), et æi(g), dans lesquels le 'g' dur peut ou non être inclus. C'est commun dans la plupart du Sud et de l'Ouest, le Trøndelag, et la plus grande part du Nord. Dans certains endroits de l'Ouest il est commun de dire ej.
- I (prononcé /iː/), dans quelques zones de l'Ouest (Romsdal/Molde) et Snåsa dans le Nord Trøndelag
- Je, jæ, ou jæi, autour d'Oslo, et au nord le long de la frontière suédoise, presque jusqu'à Trondheim, et dans une région du Troms

#### Pronoms personnels
| Regions                      | Je                         | Tu                  | Il                   | Elle                       | Il, elle (neutre) | Nous                       | Vous (informel)                                  | Ils, elles                    |
| ---------------------------- | -------------------------- | ------------------- | -------------------- | -------------------------- | ----------------- | -------------------------- | ------------------------------------------------ | ----------------------------- |
| Bokmål                       | Jeg                        | Du                  | Han                  | Hun                        | Det               | Vi                         | Dere                                             | De, dem                       |
| Nynorsk                      | Eg                         | Du                  | Han                  | Ho                         | Det               | Vi, me                     | De, dykk                                         | Dei                           |
| Sud-Est                      | Je, jæ, jæi                | Du, ru, u           | Hæn, hænnom (dative) | Hun, ho, hu, ha, a, henner | Det               | Vi, oss, øss, æss          | Dere, ere, døkk, dø                              | Dem, rem, 'rdem, em, døm, dom |
| Ouest et Sud en général      | Eg, e, æ, æg, æi, æig, jeg | Du, dø, døø, døh    | Han, an, ha'an       | Hun, ho, hu, hau, hon, u   | Det, da           | Vi, me, mi                 | Dere, då(k)ke, dåkkar, dåkk, de, dåkki, dikko(n) | De, dei, di, di'i             |
| Trøndelag et Nord en général | Æ, æg, i, ig, jæ, e, eg    | Du, dæ, dø, u, dæ'æ | Han, Hanj, hin, hån  | Hun, hu, ho, a             | Det, dæ, 'e       | Vi, åss, oss, åkke, me, mi | Dåkk, dåkke, dåkker, dåkkæ, dere, ere, dykk, di  | Dei, dem, dæm, 'em, di, r'ej  |

#### Pronoms possessifs
| Regions                      | Mon                 | Ton                   | Son (à lui)                                   | Son (à elle)                              | Son (neutre)                           | Notre                               | Votre                                | Leur                                                      |
| ---------------------------- | ------------------- | --------------------- | --------------------------------------------- | ----------------------------------------- | -------------------------------------- | ----------------------------------- | ------------------------------------ | --------------------------------------------------------- |
| Bokmål                       | Min, mi, mitt       | Din, di, ditt         | Hans                                          | Hennes                                    | dens, dets                             | Vår                                 | Deres                                | Deres                                                     |
| Nynorsk                      | Min, mi, mitt       | Din, di, ditt         | Hans                                          | Hennar                                    | Rarement utilisé. Quand il l'est: dess | Vår                                 | Dykkar                               | Deira                                                     |
| Sud-Est                      | Min, mi, mitt, mø   | Din, di, ditt         | Hans, hannes, hanns, hass                     | Hennes, henners, hun sin, hos, hinnes     | Dets, det sitt                         | Vårs, vørs, vår, 'år, våres         | Deres, døres,                        | Dems, demmes, demma, demses, dem sitt, dommes             |
| Ouest et Sud en général      | Min, mi, mitt       | Din, di, ditt         | Hans, hannes, høns, hønnes                    | Hennes, hos, høvs, haus, hennar, hen(n)as | inexistant ou dens, dets               | Vår, 'år, våres, våras, åkkas, åkka | Deres, dokkars, dokkar, dåkas, dekan | Demmes, dies, dis, deisa, deis, daus, døvs, deira, deiras |
| Trøndelag et Nord en général | Min, mi, mitt, mæjn | Din, ditt, dij, dej'j | Hans, Hannjes, hanses, hannes, hanner, hånner | Hennes, hunnes, huns                      | Dets, det sitt                         | Vår, våkke, vår', våres, vårres     | Deres, dokkers, 'eras                | Dems, demma, dæres, dæmmes, dæmmers                       |

#### Le négatif "pas"
Il existe sous cinq catégories principales :
- ikke : Oslo, Kristiansand, la plupart de Finnmark, Vestfold et des plaines du Telemark, et quelques villes du Nordland.
- ikkje : la plupart du Sud de l'Ouest et du Nord.
- ittj : Trøndelag.
- itte ou ittje : zones au nord d'Oslo, le long de la frontière suédoise
- inte, ente : le long de la frontière suédoise au sud d'Oslo dans l'Østfold.

#### Mots interrogatifs
| Regions                      | qui                       | quoi                    | où                                          | quel                                                                                              | comment                                                  | pourquoi                                                     | quand                             |
| ---------------------------- | ------------------------- | ----------------------- | ------------------------------------------- | ------------------------------------------------------------------------------------------------- | -------------------------------------------------------- | ------------------------------------------------------------ | --------------------------------- |
| Bokmål                       | hvem                      | hva                     | hvor                                        | hvilken                                                                                           | hvordan, hvorledes, åssen                                | hvorfor                                                      | når                               |
| Nynorsk                      | kven                      | kva                     | kor, kvar                                   | kva for ein/ei/eit                                                                                | korleis, koss, hoss(en)                                  | kvifor, korfor                                               | når, kortid                       |
| Sud-Est                      | hvem, åkke, høkken, håkke | hva, å da, å, hø da, hå | hvor, hvorhen, å hen, å henner, hørt, hærre | hvilken, åkken, åssen, hvem, hø slags, hæsse                                                      | hvordan, åssen, høssen, hæsse                            | hvorfor, åffer, å for, høffer, hæffer                        | ti, å ti, når, hærnér             |
| Ouest en général             | kven, ken, kin, kem, kim  | kva, ka, ke, kæ, kå     | kor, kest, korhen/korhenne, hen             | kva, ka, kvaslags, kaslags, kasla, kallas, kalla, kass, kvafor, kafor, keslags, kæslags, koffø en | kordan, korsn, korleis, karleis, koss, koss(e)n          | korfor, koffor, kvifor, kafor, keffår, koffø                 | når, ti, kati, korti, koti, kå ti |
| Trøndelag et Nord en général | kæm, kem, kånn, kenn      | ka, ke                  | kor, korhæn/korhænne, kehænn                | kolles, koss, korsn, kossn, kasla, kass, kafor, kafør, kåfår, kess, kafla                         | kolles, koss, kess, korsn, kossn, kordan, korran, kelles | korfor, kafor, kafør, koffer, koffør, koffår, kåffår, keffer | når, når ti, ka ti, katti, kåtti  |